# David Pommer
David Pommer (* 8. März 1993) ist ein ehemaliger österreichischer Nordischer Kombinierer.

## Karriere
Pommer nahm zwischen den 20. und 26. Februar an den Nordische Junioren-Skiweltmeisterschaften 2012 teil. In den beiden Einzelwettbewerben belegte er im türkischen Erzurum die Plätze 12 und 16. In der Mannschaft konnte er gemeinsam mit Franz-Josef Rehrl, Alexander Brandner und Philipp Orter die Goldmedaille gewinnen.
In der Saison 2012/13 debütierte David Pommer am 20. Jänner 2013 im Weltcup der Nordischen Kombination. Beim Heimweltcup in Seefeld belegte im Gunderson-Wettbewerb von der Normalschanze den 45. Platz. 
Zum ersten Mal in die Punkte lief er in der Saison 2015/16. Am 20. Dezember 2015 belegte er im Gundersen-Wettbewerb in Ramsau am Dachstein den 25. Platz. Zuvor konnte er am 11. und 12. Dezember die beiden Continental-Cup-Wettbewerbe im US-amerikanischen Soldier Hollow gewinnen. Beim Wettbewerb am 13. Dezember belegte er den zweiten Platz hinter den US-Amerikaner Taylor Fletcher.
Beim ersten Wettbewerb der Saison 2016/17 in Ruka erreichte er am 26. November 2016 mit dem 10. Platz seine erste Top-Ten-Platzierung. Am ersten Tag des Nordic Combined Triple am 27. Januar 2017 in Seefeld erzielte er mit Platz 4 das beste Ergebnis seiner Karriere. Am 21. Dezember 2018 gab er aufgrund anhaltender Knie- und Rückenprobleme sein Karriereende bekannt.

## Erfolge

### Medaillen bei Junioren-Weltmeisterschaften
- 2012 in Erzurum: Goldmedaille im Team

### Platzierungen im Gesamtweltcup
| Saison  | Platz | Punkte |
| ------- | ----- | ------ |
| 2015/16 | 37.   | 051    |
| 2016/17 | 21.   | 274    |
| 2017/18 | 47.   | 028    |

### Siege im Continental-Cup
| Nr. | Datum             | Ort            | Disziplin |
| --- | ----------------- | -------------- | --------- |
| 1.  | 11. Dezember 2016 | Soldier Hollow | Gundersen |
| 2.  | 12. Dezember 2016 | Soldier Hollow | Gundersen |

### Platzierungen im Continental-Cup
| Saison  | Platz | Punkte |
| ------- | ----- | ------ |
| 2011/12 | 068.  | 027    |
| 2012/13 | 017.  | 251    |
| 2013/14 | 011.  | 285    |
| 2015/16 | 012.  | 280    |